# رينيه هاردي
رينيه هاردي (بالفرنسية: René Hardy)‏ هو عضو في المقاومة الفرنسية ‏ وكاتب وكاتب سيناريو فرنسي، ولد في 31 أكتوبر 1911 في Mortrée ‏ في فرنسا، وتوفي في 12 أبريل 1987 في ميله في ألمانيا.

## وصلات خارجية
- رينيه هاردي على موقع IMDb (الإنجليزية)
- رينيه هاردي على موقع مونزينجر (الألمانية)
- رينيه هاردي على موقع أول موفي (الإنجليزية)
- رينيه هاردي على موقع أول موفي (الإنجليزية)
- رينيه هاردي على موقع قاعدة بيانات الفيلم (الإنجليزية)
- رينيه هاردي على موقع كينوبويسك (الروسية)